# Villa Karidja
La villa Karidja est une villa située au Touquet-Paris-Plage dans le département du Pas-de-Calais en France. Les façades et les toitures de ce bâtiment font l’objet d’une inscription au titre des monuments historiques depuis le 1er décembre 1997.

## Localisation
Cette villa est sise au no 116 avenue de la Reine-Victoria.

## Construction
Comme la villa Glenwood, jumelle et mitoyenne, elle a été construite sur les plans de l'architecte Horace Pouillet pour deux sœurs.

## Pour approfondir